# Дуб смерти

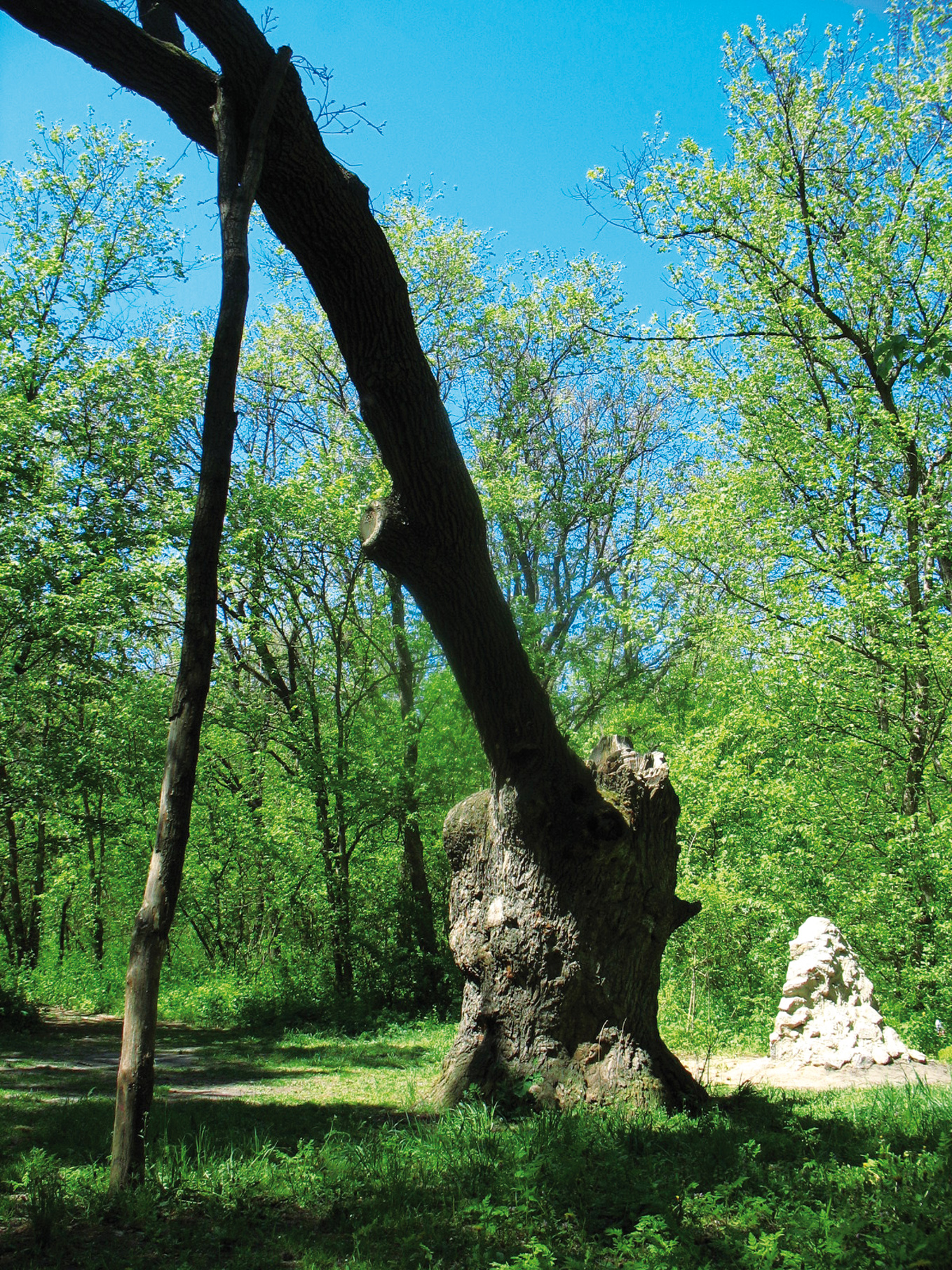
Дуб после удара молнии (ныне уничтожен)

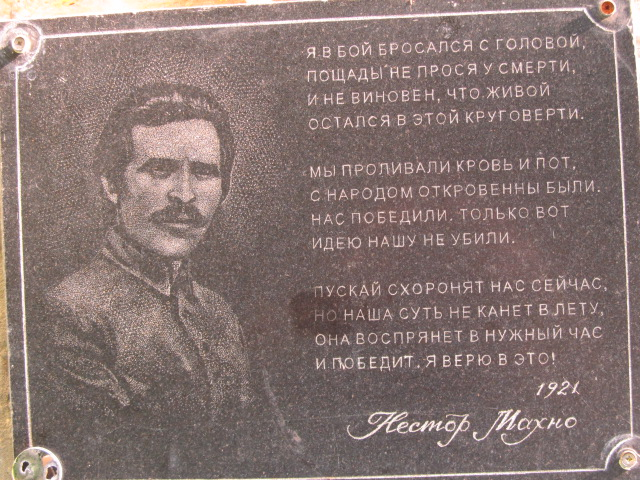
Слова на памятном камне

Дуб смерти — большой дуб, росший в Дибровском лесу, что находится в Покровском районе Днепропетровской области Украины.
Возраст дуба оценивался приблизительно в 400 лет. Толщина ствола дерева достигала пяти метров, радиус кроны более двадцати метров. В Дуб смерти неоднократно попадали молнии, одна из которых расколола его пополам. В 2002 году дуб подожгли неизвестные. В настоящее время осталась лишь часть корневищ с установленным в честь Нестора Махно памятным камнем.

## Дуб в культуре
Дуб смерти — народное название большого дуба, который известен как важная историческая достопримечательность. Легенды связывают его с кошевым атаманом Иваном Сирко, который неподалеку разгромил татарское войско. После гражданской войны дуб стали называть «Дубом смерти», потому что якобы на Дубе смерти махновцы вешали людей, которые боролись или сочувствовали советской власти. Но слухи о казни людей на нём руководителем крестьянского повстанческого движения Нестором Махно официально не подтвердились. Однако, по воспоминаниям местных старожилов, банда Петренко, которая действовала в Дибровском лесу, расстреляла там 24 жителей села Великомихайловка. После уничтожения банды вблизи дуба было найдено 24 могилы. Сейчас в честь Нестора Махно на месте Дуба смерти установлен памятный камень.